# 창어 6호
창어 6호(중국어: 嫦娥六号, 병음: Cháng'é liùhào, Chang'e 6)는 중국 국가항천국의 로봇 달 탐사선이다. 중국 달 탐사 프로그램의 이전 우주선과 마찬가지로 이 우주선의 이름은 중국 달의 여신 상아의 이름을 따서 명명되었다. 2024년 5월 3일에 발사되었다. 착륙선은 2024년 6월 1일 달 뒷면에 착륙했다.